# Johan Galtung

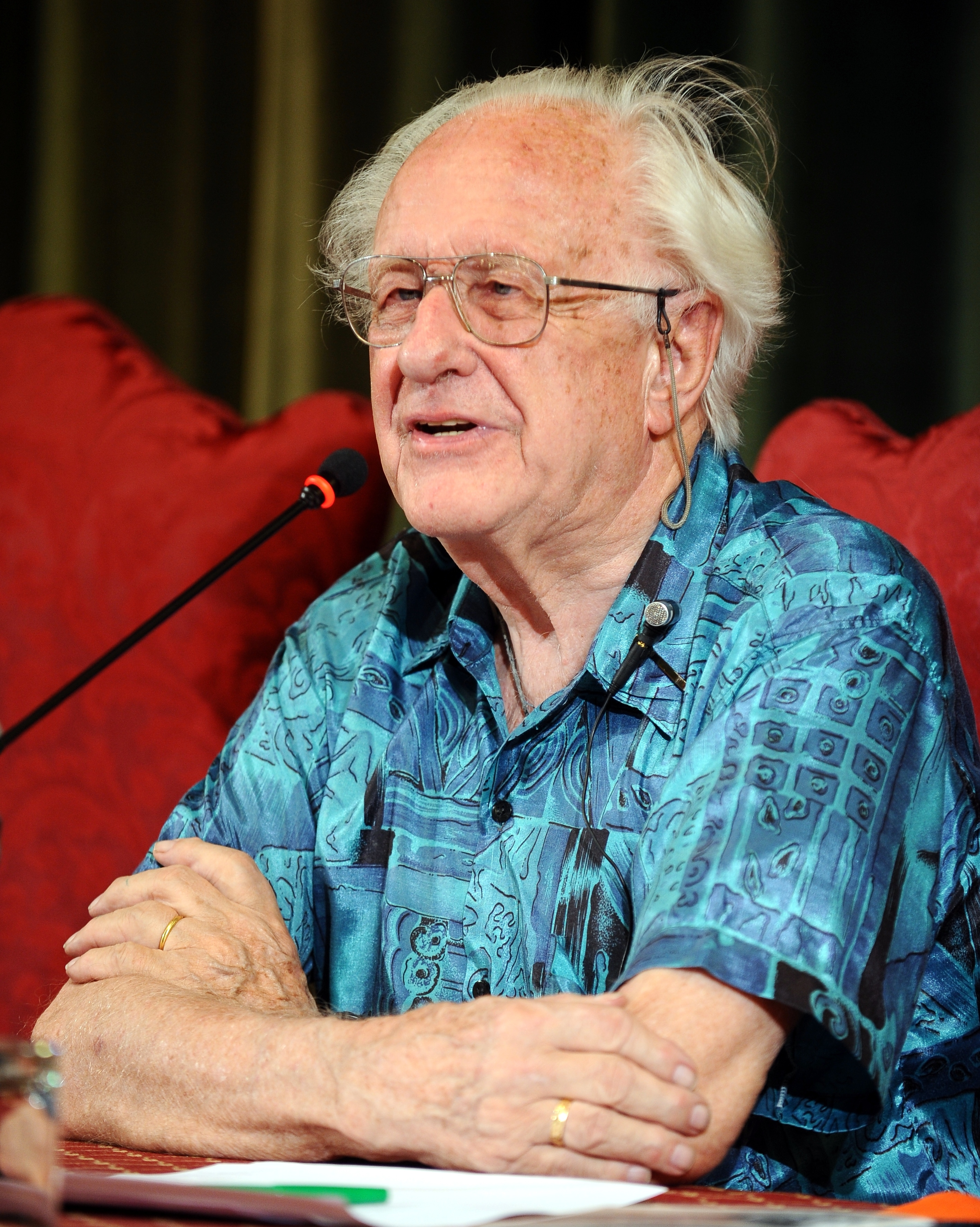
Johan Galtung 2012

Johan Galtung (* 24. Oktober 1930 in Oslo; † 17. Februar 2024 in Bærum) war ein norwegischer Soziologe, Politologe und Mathematiker. Er gilt als Gründungsvater der Friedens- und Konfliktforschung. Das Institut für Friedensforschung (PRIO), das erste Friedensforschungsinstitut Europas, wurde 1959 von ihm gegründet. 1964 rief er das Journal of Peace Research ins Leben. Im Jahr 1969 wurde Galtung von der norwegischen Regierung zum weltweit ersten Professor für Friedens- und Konfliktforschung ernannt. Er erhielt zahlreiche nationale und internationale Auszeichnungen und Ehrungen, darunter 1987 den alternativen Nobelpreis Right Livelihood Award.

## Leben
Johan Galtung kam am 24. Oktober 1930 in Oslo als Sohn des Arztes August Galtung und dessen Ehefrau Helga Holmboe zur Welt. Auch sein Großvater väterlicherseits war Arzt. In seiner Kindheit erlebte er den Zweiten Weltkrieg im von Nazideutschland besetzten Norwegen; als 12-Jähriger wurde er Zeuge, wie sein Vater von den Besatzern verhaftet wurde. 1951 absolvierte er 18 Monate Sozialdienst als Ersatz für den verpflichtenden Militärdienst. Einige Monate davon leistete Galtung, bereits als Mediator ausgebildet, in einem Gefängnis ab. Im Anschluss nahm er ein Studium an der Universität Oslo auf.
Galtung starb im Februar 2024 im Alter von 93 Jahren.

## Wirken
Von 1953 bis 1957 war Galtung Assistent des norwegischen Philosophen und Wissenschaftstheoretikers Arne Næss, mit dem er die politische Ethik und die Prinzipien der Philosophie Gandhis erforschte. Diese Arbeit prägt seine Arbeit bis in die Gegenwart. Galtung erwarb 1956 den Grad cand.real. in Mathematik an der Universität Oslo und bereits 1957 den höheren Forschungsgrad mag.art. in Soziologie. Von 1957 bis 1960 war Galtung als Associate Professor von Paul Lazarsfeld und Robert Merton am Institut für Soziologie der University of Columbia tätig.
Mit Lazarsfeld arbeitete er an der Weiterentwicklung soziologischer Methodologie und mit Merton an den epistemologischen Grundlagen gesellschaftswissenschaftlicher Theoriebildung. Seit 1957 arbeitete Galtung mit einer eigens entwickelten Heuristik. Deren Merkmal ist es, genau aufeinander abgestimmte Analysemethoden der Medizinwissenschaft (Diagnostik, Prognostik, Therapeutik), der Mathematik (diskrete und strukturelle Mathematik, Kombinatorik und Stochastik), der Soziologie, der vergleichenden Kulturwissenschaften und der Anthropologie zu verknüpfen. So sollen Konflikte auf allen gesellschaftlichen Ebenen in ihren Ursachen, Triebfedern und Folgen differenziert begriffen besser transformiert werden. Dadurch einer ausgeprägten transdisziplinären Forschung verpflichtet, gründete Galtung 1959 das Institut für Friedensforschung PRIO in Oslo, das erste seiner Art in Europa. Sowohl Methodik als auch Forschungsansatz PRIOs haben sich graduell verändert, seit das Institut auch staatlich finanziert wird. PRIO hat damit den Akzent von der ursprünglichen Friedensforschung hin zur Sicherheitsforschung verschoben.
Genaueres zu den Entstehungszusammenhängen des Institutes und zu dessen Zielen und Errungenschaften beschreibt Johan Galtung in seinem Buch Launching Peace Studies – the first PRIO years.
Für Journalistik und Kommunikationswissenschaft bedeutsam sind die von ihm 1965 gemeinsam mit Mari Holmboe Ruge herausgearbeiteten Nachrichtenfaktoren sowie die mit Jake Lynch erneuerten Methoden des Friedensjournalismus. Für die Politikwissenschaft und Soziologie von Bedeutung sind seine Theorie der Strukturellen Gewalt, seine Social Position Theory, seine Strukturelle Imperialismustheorie und seine Multidimensional Social Science Theory. Für die Theologie spielt die aus seiner kulturwissenschaftlichen Arbeit stammende Unterscheidung zwischen „harter und weicher Exegese“ eine wichtige Rolle für die Konzeption ökumenischer und interreligiöser Dialoge.

„Ich selbst setzte mir jeweils ein Jahrzehnt, um in den folgenden Fächern Fuß zu fassen:
Soziologie in den fünfziger Jahren, Politikwissenschaft in den sechziger Jahren, Theologie, Wirtschaftswissenschaften und Pädagogik in den siebziger Jahren, Geschichte in den achtziger Jahren und Kultur (Anthropologie, Ideengeschichte/Philosophie, Psychoanalyse =
individuelle und kollektive Konstruktionen) in den neunziger Jahren.“

Galtung war 1973 der erste Friedensforscher, der auf die Carl-von-Ossietzky-Gastprofessur für Friedens- und Konfliktforschung am Seminar für Politische Wissenschaft an der Universität Bonn berufen wurde.
Im akademischen Jahr 1982/1983 war Galtung Fellow im zweiten Jahrgang des Wissenschaftskollegs zu Berlin. Im Anschluss veröffentlichte er eine umfangreiche Kritik an Stil und Organisation des Kollegs. Im Jahr 1987 erhielt er den Right Livelihood Award, 1993 den Jamnalal Bajaj-Preis.
Johan Galtung war Rektor der 1992 von ihm gegründeten TRANSCEND International Peace University und Mitglied des TRANSCEND-Netzwerks für Frieden, Entwicklung und Umwelt. Zudem ist er Ehrenpräsident des aus diesem Netzwerk entstandenen Galtung-Institutes für Friedenstheorie und -praxis in Grenzach-Wyhlen (Baden-Württemberg). Die Hauptaufgabe des Netzwerkes liegt in der theoriegeleiteten und lösungsorientierten Konfliktmediation auf der Grundlage von Johan Galtung und befreundeten Sozialwissenschaftlern entwickelten methodologischen und praxeologischen Grundannahmen der Empathie, Gewaltlosigkeit und Kreativität. Eine Reihe von Forschern und Praktikern im deutschsprachigen Raum hat diese von Johan Galtung entwickelte Praxeologie für unterschiedliche Konfliktbearbeitungskontexte erweitert. Etwa Dietrich Fischer, Hajo Schmidt und Lutz Schrader im Rahmen der akademischen Lehre und Wilfried Graf & Gudrun Kramer im Rahmen der Psychotherapie und der Entwicklungszusammenarbeit.
Seit 1986 engagierte er sich stark an der Universität Witten/Herdecke und erhielt im Jahr 1993 eine Honorarprofessur der Universität. Von 1997 bis 1999 war er Gastprofessor der Ritsumeikan-Universität in Kyōto.
Galtung selbst verwendete seine multidimensionale Transcend-Methode der systematischen Dialogführung in seinen Mediations- und Beratungseinsätzen. In den 50 Jahren zwischen 1957 und 2007 hat er in über 100 Konflikten weltweit unmittelbar und direkt als Vermittler oder Berater gewirkt, so in Dänemark im Falle der Mohammed-Karikaturen, Sri Lanka, Afghanistan, Nordkaukasus und Ecuador. Aus seiner Konfliktbearbeitungsexpertise sind das Handbuch „100 Fallbeispiele und Konfliktanalysen samt Lösungsvorschlägen“ sowie ein entsprechender Lehrgang am Galtung-Institut für Friedenstheorie und Friedenspraxis entstanden.
Er war maßgeblich an der Entwicklung des Konzeptes der sozialen Verteidigung beteiligt und prägte die Begriffe
- strukturelle Gewalt und
- positiver Frieden sowie
- kulturelle Gewalt.[20]

Galtung setzte sich darüber hinaus für eine Demokratisierung der Vereinten Nationen (UN) ein. In zahlreichen Reden und Artikeln hat er sich für die Etablierung eines Weltparlaments ausgesprochen. Er gehört zu den Erstunterzeichnern des internationalen Aufrufs für eine Parlamentarische Versammlung bei den Vereinten Nationen. Galtung ist Beiratsmitglied des 2004 gegründeten Komitees für eine demokratische UNO.
Seit März 2009 engagierte er sich auch für das neu gegründete Russell-Tribunal zu Palästina.

## Vorwurf des Antisemitismus
Im Jahr 2011 begann eine Reihe von Anschuldigungen gegenüber Galtung. Während einer Vorlesung habe er auf einen kritischen Einwurf eines Hörers, in dem dieser sinngemäß fragte, ob Galtung (auch noch) die Protokolle der Weisen von Zion als Lektüre anrate, unter anderem zurückgefragt, ob der Zuhörer sie denn gelesen habe; er, Galtung, habe dies aus wissenschaftlicher Perspektive heraus selbstverständlich getan. Die norwegischen Journalisten John Færseth und Didrik Søderlind werteten diese Aussagen Galtungs im Zusammenhang mit den Vortragsinhalten als antisemitisch.
Ähnliche Vorwürfe erhob die israelische Zeitung Haaretz. So habe Galtung unter anderem in einem E-Mail-Interview mit Haaretz die These in den Raum gestellt, dass der israelische Geheimdienst Mossad den Attentäter Anders Behring Breivik geführt haben könnte. Dies sei eine zwar unwahrscheinliche, aber zulässige Hypothese und jedenfalls nicht ohne Grund auszuschließen. Darüber hinaus habe Galtung behauptet, große Teile der US-amerikanischen sowie internationaler Medien würden von Juden kontrolliert. In Bezug auf die Protokolle der Weisen von Zion habe er erklärt, er müsse heute bei der Lektüre an Goldmann-Sachs denken.
Das Blatt zitierte Galtung zum Holocaust: „Terrible Auschwitz“ habe neben den Grausamkeiten, die durch nichts zu rechtfertigen seien, eine weitere „problematische Seite“, die im Zusammenhang mit der Vorgeschichte gesehen werden müsse. Infolge der Demütigung Deutschlands durch den Versailler Vertrag, wobei Juden Schlüsselstellungen eingenommen hätten, sei der Antisemitismus gefördert worden. Auch in den USA seien Universitätslehrstühle überproportional durch jüdische Wissenschaftler besetzt, was aus intellektueller Sicht gut sei, doch schlecht, wenn man einen Einfluss Israels auf Amerikas Politik für möglich halte. Julia Chaitin nannte Galtungs Aussagen in Haaretz antisemitisch, antijüdisch und rassistisch. Die Jerusalem Post zitierte den Publizisten Manfred Gerstenfeld mit den Worten, Galtung habe seinen Platz in Lehrbüchern über Antisemitismus im 21. Jahrhundert verdient ("Galtung has merited his place in textbooks of 21st century anti-Semitism").
Galtung wurde nach diesen Anschuldigungen von der World Peace Academy in Basel, die in Verbindung mit der Universität Basel steht, vom Studienprogramm Master of Advanced Studies in Peace and Conflict Transformation suspendiert. Ein Weggefährte Galtungs, der im August 2012 – als Reaktion auf diese Entscheidung – zurückgetretene Direktor der WPA, Dietrich Fischer, erklärte, dass die Suspendierung Galtungs aufgrund äußeren Drucks erfolgt sei und einen „Eingriff in die akademische Freiheit“ darstelle.
Johann Galtung selbst hat den Vorwurf kategorisch als verleumderisch zurückgewiesen, an seine frühen Forschungen zur Entstehung von Vorurteilen, Rassismus und Antisemitismus erinnert und den fehlgelaufenen Attribuierungsprozess an einem Beispiel dargestellt:
... „These libelous people never stop to ponder whether they would consider an oncologist/cancerologist to be a cancer for researching carcinoma.“

–Johan Galtung (Diese verleumderischen Leute halten nie inne, um zu überlegen, ob sie einen Onkologen/Krebsforscher wegen seiner Forschung zu Karzinomen als Krebs betrachten würden.)

## Ehrendoktorwürden
- Dr. honoris causa, University of Tampere, 1975, Friedensforschung
- Dr. honoris causa, University of Cluj, 1976, Zukunftsforschung
- Dr. honoris causa, Uppsala University, 1987, Fakultät der Sozialwissenschaften
- Dr. honoris causa, Soka University, Tokyo, 1990, Frieden/Buddhismus
- Dr. honoris causa, Universität Osnabrück, 1995, Friedensforschung
- Dr. honoris causa, Universität Turin, Italien, 1998, Rechtssoziologie
- Dr. honoris causa, FernUniversität Hagen, 2000, Philosophie
- Dr. honoris causa, Universität Alicante, 2002, Soziologie
- Dr. honoris causa, Benemérita Universidad Autónoma de Puebla, Mexiko, 2006, Rechtswissenschaften
- Dr. honoris causa, Universidad Complutense, Madrid, 2017, Politik und Soziologie

## Preise und Auszeichnungen
- Right Livelihood Award, 1987[32]
- Erster Preisträger des Humanistenpreises der Norwegian Humanist Association, 1988
- Jamnalal Bajaj International Award for Promoting Gandhian Values Outside India, 1993[33]
- Honorarprofessor an der Universität Witten/Herdecke, 1993[16]
- Brage Preis, 2000
- Erster Preisträger des Morton Deutsch Conflict Resolution Award, 2001
- Honorary Prize of the Norwegian Sociological Association, 2001
- Hidalgo Preis, Madrid, 2005
- Erik Bye Gedächtnispreis, 2011

## Publikationen
Johan Galtung veröffentlichte in über 40 Jahren akademischer Laufbahn insgesamt über 1500 wissenschaftliche Artikel und 140 Bücher. Im Folgenden eine kleine Auswahl seiner Publikationen:

### Deutsch
- Modelle zum Frieden. Methoden und Ziel der Friedensforschung. Vorwort von Lutz Mez. Jugenddienst, Wuppertal 1972, ISBN 3-7795-7201-X.
- mit Fumiko Nishimura: Von China lernen? VS Verlag für Sozialwissenschaften, 1978, ISBN 978-3-531-11443-9 (aus dem Engl. übersetzt von Hanne Herkommer).
- Strukturelle Gewalt. Beiträge zur Friedens- und Konfliktforschung. Rororo, Reinbek bei Hamburg 1982, ISBN 3-499-11877-7.
- Struktur, Kultur und intellektueller Stil. Ein vergleichender Essay über sachsonische, teutonische, gallische und nipponische Wissenschaft. In: Leviathan. 2. Freie Universität Berlin, Berlin 1983, S. 303–338.
- Der Weg ist das Ziel. Gandhi und die Alternativbewegung. Peter Hammer Verlag, Wuppertal/Lünen 1987, ISBN 3-87294-346-4.
- Der Preis der Modernisierung. Promedia Verlag, Wien 1997, ISBN 3-85371-123-5.
- Die andere Globalisierung. Perspektiven für eine zivilisierte Weltgesellschaft im 21. Jahrhundert. Agenda, Münster 1998, ISBN 3-89688-025-X.
- Frieden mit friedlichen Mitteln. Frieden und Konflikt, Entwicklung und Kultur. Leske + Budrich, Opladen 1998, ISBN 3-8100-1864-3.
- Die Zukunft der Menschenrechte. Verständigung zwischen den Kulturen. Campus, Frankfurt am Main 2000, ISBN 3-593-36043-8.
- Neue Wege zum Frieden. Konflikte aus 45 Jahren: Diagnose, Prognose, Therapie. Bund für Soziale Verteidigung, Minden 2003, ISBN 3-00-011703-2.
- Konflikte und Konfliktlösungen. Eine Einführung in die Transcend-Methode. Kai Homilius Verlag, Berlin 2007, ISBN 978-3-89706-602-1.
- mit Arne Næss: Gandhis politische Ethik. Nomos, Baden-Baden 2019, ISBN 978-3-8487-6050-3.

### Englisch
- mit Mari Holmboe Ruge: The Structure of Foreign News. The Presentation of the Congo, Cuba and Cyprus Crisis in Four Norwegian Newspapers. In: Journal of Peace Research, Vol. 2 (1965), S. 64–91.
- Theory and Methods of Social Research (1967)
- Violence, Peace and Peace Research (1969)
- Members of Two Worlds (1971)
- Fred, vold og imperialisme (Peace, violence and imperialism, 1974)
- Peace: Research – Education – Action (1975)
- Europe in the Making (1989)
- 50 Years: 100 Peace and Conflict Perspectives. Transcend University Press, 2008, ISBN 978-82-300-0439-5.
- mit Paul Scott: Democracy – Peace – Development. Transcend University Press, 2008, ISBN 978-82-300-0460-9.
- 50 Years: 25 Intellectual Landscapes Explore. Transcend University Press, 2008, ISBN 978-82-300-0471-5.
- mit Graeme MacQueen: Globalizing God: Religion, Spirituality and Peace. Transcend University Press, 2008, ISBN 978-82-300-0473-9.
- The Fall of the US Empire - And Then What? (Peace, Development, Environment, 5) Transcend University Press, 2009, ISBN 978-82-300-0492-0.